# Sylviane Trucios
Sylviane Trucios es una deportista francesa que compitió en judo. Ganó dos medallas de bronce en el Campeonato Europeo de Judo, en los años 1976 y 1979.

## Palmarés internacional
| Campeonato Europeo | Campeonato Europeo      | Campeonato Europeo | Campeonato Europeo |
| Año                | Lugar                   | Medalla            | Categoría          |
| ------------------ | ----------------------- | ------------------ | ------------------ |
| 1976               | Viena (Austria)         | Medalla de bronce  | –56 kg             |
| 1979               | Kerkrade (Países Bajos) | Medalla de bronce  | –56 kg             |